# Good Boys
Good Boys ist eine US-amerikanische Dramödie mit Elementen eines Roadmovie sowie Coming-of-Age-Films des Regisseurs Gene Stupnitsky. In den Hauptrollen sind Jacob Tremblay, Keith L. Williams und Brady Noon zu sehen. Der Film kam am 22. August 2019 in die deutschen Kinos.

## Handlung
Die drei Freunde Max, Lucas und Thor, die sich zusammen die „Bean Bag Boys“ nennen, besuchen ihr erstes Jahr auf der Junior High School. Um als cool und erwachsen zu gelten, begeben sich die drei nachmittags zu einem Skatepark, wo Max und Thor in Kontakt mit Atticus kommen, der die beiden dazu überreden möchte, an einem Bier zu nippen. Zwar kann Max die Herausforderung meistern, doch Thor macht einen Rückzieher und wird von Atticus und dessen Freunden fortan mit „Schnabeltasse“ gehänselt, woraufhin er auch sein Hobby, das Singen, aufgibt. Gleichzeitig offenbaren Lucas’ Eltern ihrem Sohn, dass sie sich scheiden lassen werden. Am nächsten Tag wird Max von Soren, dem für ihn coolsten Jungen der gesamten Schule, zu einer Party eingeladen, auf der auch Mädchen geküsst werden müssen. Nachdem Max Soren davon überzeugen konnte, auch seine Freunde Thor und Lucas einzuladen, wollen die drei das Küssen lernen, auch, da Max insgeheim in die ebenfalls auf der Party anwesende Brixlee verliebt ist.
Ihre Versuche, dies durch einen Porno oder mithilfe einer Sexpuppe zu erlernen, welche sie für eine Wiederbelebungspuppe halten, misslingen. Daher entschließt sich die Gruppe, die Drohne von Max’ Vater auszuborgen, der gerade geschäftlich verreist ist und den Gebrauch des Flugkörpers ausdrücklich verboten hat, und damit die nymphomane Nachbarin auszuspionieren. Doch Hannah und ihrer Freundin Lily gelingt es, die Drohne sicherzustellen, woraufhin die drei Jungs den Frauen eine Tasche mit der „Sexdroge“ Molly stehlen. Bei einem vereinbarten Treffen zum Austausch realisieren die Freunde, dass sie im Besitz von Drogen sind, wollen diese den Behörden übergeben und gleichzeitig den „Süchtigen“ einen Entzug empfehlen. Max gelingt es dabei unbemerkt, die Drohne mit seinem Handy zu steuern und somit den beiden Frauen zu entreißen, lenkt sie allerdings direkt vor einen Bus, wodurch der Flugkörper zerstört wird. Damit Max von seinem Vater deshalb keinen Ärger bekommt, beschließen die drei, eine neue Drohne in einem Einkaufszentrum zu erwerben. Um das dafür benötigte Geld zu bekommen, verkaufen sie Claude, den sie anfangs für einen Pädophilen halten, weshalb sie sich mit Sexspielzeug bewaffnen, die Sexpuppe von Thors Eltern. Im Anschluss übergeben sie Officer Sacks in einem Einkaufsladen die Drogen, fliehen jedoch, als sie denken, der Polizist würde sie verhaften wollen, und versperren die Tür mit einem Dildo. Kurz darauf treffen sie erneut auf Hannah und Lily, die immer noch ihre Drogen haben wollen, und liefern sich mit diesen eine Verfolgungsjagd, die schließlich mit einer ausgekugelten Schulter von Lucas endet. Max und Thor können die Schulter wieder einrenken und laufen über einen Highway zum Einkaufszentrum. Dort müssen sie allerdings feststellen, dass Hannah und Lily die letzte Drohne aufgekauft haben und diese gegen die Drogen eintauschen wollen. Da Max, Thor und Lucas diese jedoch an die Polizei übergeben haben, fordern die beiden Frauen, dass die Jungs neue Drogen von Hannahs Ex-Freund Benji besorgen sollen. Widerwillig folgen die Schüler und bekommen tatsächlich neues „Molly“ von Benji, müssen dafür aber ihn und seine Freunde mit einem Paintballmarkierer ausschalten.
Im Anschluss bekommen sie von Hannah und Lily die neue Drohne, müssen nun allerdings feststellen, dass Max’ Vater früher von seiner Dienstreise zurückkommt. Daher steuert Max die Drohne zu sich nach Hause, jedoch nicht ohne die gesamte Inneneinrichtung zu zerstören, wofür er einen Monat Hausarrest bekommt. Vorübergehend trennen sich die Wege der Freunde, da jeder die jeweils anderen für ihre Verfehlungen verantwortlich macht. Trotzdem erscheinen alle zur Party von Soren, wo es schließlich zum Kuss zwischen Max und Brixlee kommt, woraufhin beide vorübergehend zusammenkommen. Thor kann währenddessen seinen Spitznamen „Schnabeltasse“ ablegen, indem er vier große Schlucke von einem aus dem Laden geklauten Bier nimmt, und wird später von Lily, die, wie sich herausstellt, Sorens Schwester ist, und Hannah dazu ermutigt, sein Gesangstalent zu fördern. So erhält er kurz darauf die Hauptrolle in einem Musical seiner Schule, weshalb eine Feier ihm zu Ehren organisiert wird. Dort stellt Max seinen Freunden seine neue Freundin Scout vor, da Brixlee mittlerweile mit Max’ zwischenzeitlicher Freundin Taylor zusammen ist. Lucas wurde in der Zwischenzeit zum Streitschlichter an seiner Schule. Alle drei Freunde erkennen, dass sie fortan zwar unterschiedliche Wege gehen, aber trotzdem Freunde bleiben werden.

## Produktion
Im August 2017 wurde berichtet, dass Seth Rogen mit seiner Produktionsfirma Point Grey Pictures gemeinsam mit Good Universe die R-rated-Filmkomödie Good Boys produzieren würden, zu der Gene Stupnitsky und Lee Eisenberg gemeinsam das Drehbuch schreiben und Regie führen würden. Gleichzeitig wurde eine erste Synopsis angegeben, nach der der Film von vier 12-jährigen Teenagern handle, die zwischen „kindlicher Unschuld“ und „lüsterner Verdorbenheit“ gefangen seien und eine kaputte Drohne ersetzen müssten, bevor ihre Eltern nach Hause kommen. Im März 2018 unterschrieb Jacob Tremblay für eine der drei Hauptrollen. Während Keith L. Williams für die Rolle des Lucas engagiert wurde, konnte sich Brady Noon bei einem Casting für die Rolle des Thor gegen rund 300 Mitbewerber durchsetzen.
Die Dreharbeiten fanden im Juli und August 2018 in Vancouver, der Heimat von Jacob Tremblay, statt. Aus diesem Grund wurde es dem Produktionsteam ermöglicht, an der echten Schule von Tremblay zu drehen und Williams sowie Noon bei ihrem Schauspielkollegen für einige Nächte unterzubringen, auch, um so die auf der Leinwand gezeigte Freundschaft noch realistischer wirken zu lassen. Anfang August 2018 kam es während den Filmaufnahmen zu einem medialen Eklat, als der Vorwurf des Blackfacings im Raum stand, nachdem ein Foto eines dunkelhäutig geschminkten Schauspielers veröffentlicht wurde, der als Double für Keith L. Williams diente. In der Folge entschuldigte sich Produzent Seth Rogen für die Vorfälle.
Ein erster Trailer wurde am 11. März 2019 veröffentlicht, ein zweiter erschien am 17. Juli 2019. Die Weltpremiere erfolgte am 11. März 2019 im Rahmen des South by Southwest Filmfestivals. Der US-amerikanische Kinostart war am 16. August 2019, in Deutschland erschien der Film eine Woche später am 22. August.
Der Film erschien in den Vereinigten Staaten am 29. Oktober digital und am 12. November 2019 auf DVD und Blu-ray. In Deutschland ist der Film seit dem 24. Dezember 2019 digital und seit dem 9. Januar 2020 auf analogen Datenträgern erhältlich.

## Synchronisation
Die deutsche Synchronisation entstand unter der Dialogregie und nach einem Dialogbuch von Sven Hasper im Auftrag von Film- & Fernseh-Synchron.
| Rolle         | Darsteller        | Synchronsprecher        |
| ------------- | ----------------- | ----------------------- |
| Max           | Jacob Tremblay    | Manik Gaschina          |
| Lucas         | Keith L. Williams | Freddy Antoine Gerberon |
| Thor          | Brady Noon        | Max Asmus               |
| Hannah        | Molly Gordon      | Jodie Blank             |
| Lily          | Midori Francis    | Alice Bauer             |
| Brixlee       | Millie Davis      | Olivia Hasper           |
| Taylor        | Macie Juiles      | Paulina Hasper          |
| Soren         | Izaac Wang        | Bela Seidler            |
| Atticus       | Chance Hurstfield | Rafael Ricardo Sahin    |
| Benji         | Josh Caras        | Maximilian Artajo       |
| Annabelle     | Lina Renna        | Victoria Glück          |
| Claude        | Stephen Merchant  | Kim Hasper              |
| Officer Sacks | Sam Richardson    | Tobias Schmidt          |
| Max’ Vater    | Will Forte        | Marius Clarén           |
| Lucas’ Vater  | Lil Rel Howery    | Björn Schalla           |
| Lucas’ Mutter | Retta             | Dela Dabulamanzi        |
| Thors Mutter  | Enid-Raye Adams   | Silvia Mißbach          |
| Mr. K         | Matt Ellis        | Florian Hoffmann        |

## Rezeption

### Altersfreigabe
In den Vereinigten Staaten wurde der Film von der MPAA mit einem R-Rating gekennzeichnet. In Deutschland erhielt der Film von der FSK eine „Freigabe ab 12 Jahren“. In der Begründung heißt es, der Film stelle sympathisch-tollpatschige Figuren in den Mittelpunkt und behandle Themen wie Sexualität, Mobbing, Drogen- und Alkoholkonsum, aber auch Respekt, Freundschaft und familiäre Konflikte. Dabei komme es stellenweise zu derbem Humor und sexuellen Vulgarismen, aber es gebe keine Szenen, die Kinder und Jugendliche ab 12 Jahren beeinträchtigen oder sozialethisch desorientieren könnten.

### Kritiken
Good Boys konnte 80 % der Kritiker auf Rotten Tomatoes überzeugen und erhielt auf Metacritic einen Metascore von 60 von 100 möglichen Punkten.
Eric Vespe von Collider bezeichnet die „schlüpfrige Komödie“ als einen von Herzen kommenden Film über Freundschaft, der größtenteils gelungen sei. Er strahle die gesamte Lauflänge über Positivität aus, die auf der Unschuld der Hauptfiguren basierenden Witze seien witzig und die „Fuck“-Ausrufe würden mit Herz in Einklang gebracht werden. So sei der Film überraschend emotional, natürlich gepaart mit derben Sprüchen, und könnte so ein Durchbruch für „Pre-Sex-Komödien“ werden. Die drei Hauptdarsteller harmonieren dabei perfekt miteinander und hätten eine gute Dynamik, obwohl alle drei Figuren sehr unterschiedliche Charakterzüge besitzen würden. Vor allem Jacob Tremblay beweise, dass er auch in „dämlichen Komödien“ sehr gute Schauspielleistungen darbieten könne, aber auch Keith L. Williams und Brady Noon seien sehr witzig und würden ihr Potential voll ausschöpfen. Als einzigen Kritikpunkt nennt Vespe, dass es im ersten Drittel des Films viele unpassende Schnitte gebe, wodurch das Erzähltempo künstlich erhöht werden würde.
Für Dennis Harvey von Variety enttäusche die mittelmäßige Komödie hingegen, wenn man nicht auf 12-Jährige stehe, die derbe Sprüche reißen würden, ansonsten aber ziemlich unwissend seien. Der Film zeige bereits in der ersten Szene, in welche Richtung er gehen wolle. So sei Good Boys viel zu grob sowie vorhersehbar und habe einen wirklich geschmacklosen Humor, bei dem selbst Witze, die nicht sexuell sind, einfach nicht zünden würden. Einzig ein paar Elternteile würden für lustige Momente sorgen, doch größtenteils versuche der Film das Publikum zu zwingen, die Unwissenheit der Hauptfiguren amüsant zu finden. Positiv hebt Harvey hervor, dass Good Boys lebhaft, clever, schnelllebig und energisch sei. Auch für ihn sei der Film Seth Rogens früherem Werk Superbad zu ähnlich, habe nur mehr Schimpfwörter und Drogenreferenzen. Ein weiterer Kritikpunkt sei, dass es keine Aussagen über Kinder gebe, nur das, was 30-Jährige über sie denken würden. Als Fazit zieht Harvey, Good Boys sei eine Mainstream-Filmkomödie mit altersunabhängiger Musik, der es an Herz und Witz fehle.
Manohla Dargis von der New York Times steht dem Film ähnlich kritisch gegenüber. Laut ihr würden nicht alle Witze im Film zünden, was typisch für Produktionen von Seth Rogen sei, die sowohl aus Schlüpfrigkeit und Sentimentalität bestehen würden. Dabei nutze der Film die Tatsache aus, dass die Hauptfiguren Kinder sind und ebenso eine menschliche Schwäche besitzen. So sei die Ausbeutung und Gutgläubigkeit von ihnen in einigen Szenen amüsant, doch allzu oft basieren die Witze auf Schmerzen oder der Dummheit anderer sowie unterschiedlichen ethnischen Ansichten, wodurch man nicht mit, sondern über die Hauptfiguren lache und die Filmemacher in gewisser Weise zu „Mobbern“ werden würden. Jacob Tremblays Figur werde dabei von fast allen anderen Charakteren in den Schatten gestellt, da sie noch nicht bereit sei, mit dem Erwachsenwerden umzugehen. Ebenso gebe es zahlreiche überflüssige Szenen und nutzlose Erwachsene, wobei vor allem Frauen sehr klischeehaft dargestellt werden würden. Als Fazit zieht Dargis, der Film erkenne seine Fiesheit und versinke deshalb nicht in sentimentalen Themen wie Freundschaft oder Familie, sondern biete stattdessen streckenweise wirklich gute Slapstick-Einlagen. Dabei sei es schade, dass der Film nur unterhalten und nicht zum Nachdenken anregen wolle, da die guten Schauspielleistungen der Hauptdarsteller gezeigt hätten, was alles möglich gewesen wäre.
Für Oliver Kube von Filmstarts würden die Gags des temporeichen und turbulenten Films hingegen mit einer hohen Trefferquote zünden. Dabei gebe es einige hervorragend funktionierende Szenen mit einem zwar deftigen, aber keinesfalls dümmlichen Slapstick-Humor. Ebenso entstünden aus der Naivität der Hauptfiguren wunderbar witzige Momente, vor allem wenn sie dann ältere Personen damit konfrontieren würden. Das dynamische Skript besitze dabei einen genre-typischen Verlauf, bei dem die Protagonisten aus ihren Fehlern lernen und sich schließlich weiterentwickeln würden. Trotzdem hebe sich Good Boys insofern von anderen Coming-of-Age-Filmen ab, als man nicht unbedingt die erwachsenen Drehbuchautoren hinter dem Film sehe. Stattdessen werde die junge Generation realistisch dargestellt, wodurch die Figuren mit ihrer unglaublichen Chemie dem Zuschauer schnell ans Herz wachsen würden. Weiter lobt Kube den effektiven Schnitt sowie die liebevolle und enthusiastische Leistung der Kinderdarsteller. Als Fazit zieht er, das schöne, realistische und kluge Ende komme sogar etwas zu früh.

### Einspielergebnis
Am ersten Wochenende konnte der Film in Nordamerika rund 21 Millionen US-Dollar einspielen, womit er die Einspielprognosen übertreffen konnte und den ersten Platz der US-Kino-Charts belegte. Eine Woche später konnte Good Boys mit rund 110.000 verzeichneten Kinobesuchern auf dem dritten Platz der deutschen Kino-Charts einsteigen, während er in Nordamerika mit Einnahmen von 11,75 Millionen US-Dollar den zweiten Rang erreichte. Auch in der dritten Woche belegte der Film mit 92.000 Kinobesuchern und einem Umsatz von 11,59 Millionen US-Dollar einen Platz in den Top 3 der deutschen und nordamerikanischen Kino-Charts. Den Produktionskosten von 20 Millionen US-Dollar steht ein weltweites Einspielergebnis von 111,02 Millionen US-Dollar gegenüber, von denen der Film 83,14 Millionen im nordamerikanischen Raum einspielen konnte. In Deutschland verzeichnete der Film 622.415 Kinobesucher, durch die er 4,87 Millionen Euro erwirtschaften konnte.

### Auszeichnungen
People’s Choice Awards 2019
- Nominierung als Comedy Movie of 2019[21]